# Relativité générale
Pour les articles homonymes, voir relativité.
Pour une introduction accessible et non technique de ce sujet, consulter Introduction à la relativité générale.
La relativité générale est une théorie relativiste de la gravitation, c'est-à-dire qu'elle décrit l'influence de la présence de matière, et plus généralement d'énergie, sur le mouvement des astres en tenant compte des principes de la relativité restreinte. La relativité générale englobe et supplante la théorie de la gravitation universelle d'Isaac Newton qui en représente la limite aux petites vitesses (comparées à la vitesse de la lumière) et aux champs gravitationnels faibles.
Elle est principalement l'œuvre d'Albert Einstein, qui l'a élaborée entre 1907 et 1915, et est considérée comme sa réalisation majeure. Cette attribution est généralement admise, bien que les chercheurs en histoire des sciences estiment que d'autres savants ont aussi apporté des avancées substantielles à la même époque en rapport avec ces théories. Le 25 novembre 1915, il soumet son manuscrit de la théorie de la relativité générale à la section de mathématique et de physique de l'Académie royale des sciences de Prusse, qui le publie le 2 décembre.
Les noms de Marcel Grossmann et de David Hilbert lui sont également associés, le premier ayant aidé Einstein à se familiariser avec les outils mathématiques nécessaires à la compréhension de la théorie (la géométrie différentielle), le second ayant franchi conjointement avec Einstein les dernières étapes menant à la finalisation de la théorie après que ce dernier lui en eut présenté les idées générales dans le courant de l'année 1915.
La relativité générale est fondée sur des concepts radicalement différents de ceux de la gravitation newtonienne. Elle énonce notamment que la gravitation n'est pas une force, mais la manifestation de la courbure de l'espace (en fait de l'espace-temps), courbure elle-même produite par la distribution de l'énergie, sous forme de masse ou d'énergie cinétique, qui diffère suivant le référentiel de l'observateur. Cette théorie relativiste de la gravitation prédit des effets absents de la théorie newtonienne mais vérifiés, comme l'expansion de l'Univers, les ondes gravitationnelles et les trous noirs. Elle ne permet pas de déterminer certaines constantes ou certains aspects de l'univers (notamment son évolution, s'il est fini ou non, etc.) : des observations sont nécessaires pour préciser des paramètres ou faire des choix entre plusieurs possibilités laissées par la théorie.
Aucun des nombreux tests expérimentaux effectués n'a pu la mettre en défaut. Toutefois, des questions restent sans réponse : principalement sur le plan théorique, comment la relativité générale et la physique quantique peuvent être unies pour produire une théorie complète et cohérente de gravité quantique ; et sur le plan des observations astronomiques ou cosmologiques, comment concilier certaines mesures avec les prévisions de la théorie (matière noire, énergie noire).

## Vulgarisation

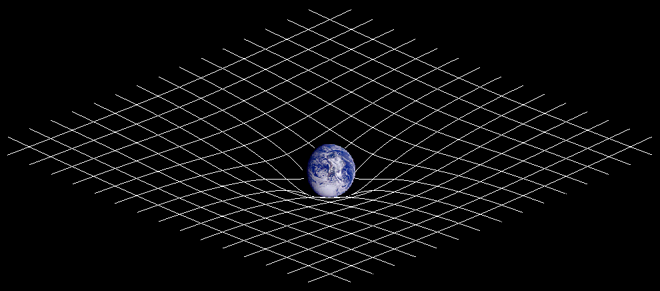
La présence de matière modifie la géométrie de l'espace-temps.

Une analogie permettant une visualisation de la relativité consiste à représenter l'espace-temps en trois dimensions comme une nappe tendue se déformant sous le poids des objets que l'on y met. Si la nappe est bien tendue et sans aucun corps dessus, une bille légère que l'on fait rouler dessus se déplace en ligne droite. Si on place au centre de la nappe une boule lourde, la nappe se déforme et la bille ne se déplace plus en ligne droite. Elle peut même tomber vers la boule, donnant l'illusion que la bille est attirée par la boule alors que cette attraction est le résultat indirect de la forme de la nappe qui s'applique aux masses en tout lieu de celle-ci.
Cette analogie semble supposer une source externe de gravitation qui donnerait du poids à la boule déformant la nappe, mais il faut plutôt considérer que c'est la gravitation exercée par la boule elle-même qui déforme l'espace-temps alentour en le contractant vers elle, voire en lui transmettant une partie de sa dynamique (vitesse de déplacement, rotation sur elle-même).
L'espace-temps n'est pas à trois dimensions, mais à quatre (trois d'espace et une de temps) et toutes les quatre sont déformées par la présence d'une masse.

## Généralités

### Le cosmos dans l'Antiquité
Durant l'Antiquité, dans la théorie du cosmos, la matière qui supportait les astres porte le nom de quintessence, autrement appelée « éther ». Ce concept permet d'expliquer la façon dont les planètes restent fixées dans le ciel, la quintessence étant une substance raffinée et fluide qui maintient un ordre harmonieux. Ce concept est repris au XIXe siècle par Alexander von Humboldt dans son ouvrage Cosmos : Essai d'une description physique du Monde,.

### Nécessité d'une théorie relativiste de la gravitation
La théorie de la gravitation universelle proposée par Newton à la fin du XVIIe siècle se fonde sur la notion de force par une action à distance, c'est-à-dire le fait que la force exercée par un corps (par exemple le Soleil) sur un autre (la Terre) est déterminée par leur position relative à un instant donné, et ce quelle que soit la distance les séparant, et cette force s'exerçant de manière instantanée. Ce caractère instantané est incompatible avec les principes de la relativité restreinte suivant lesquels aucune information ne peut se propager plus vite que la vitesse de la lumière dans le vide. Cela amène Einstein dès 1907 à réfléchir à une théorie de la gravitation qui soit compatible avec la relativité restreinte. Le résultat de sa quête est la théorie de la relativité générale.

### De la relativité de Galilée à la relativité restreinte
Au XVIe siècle, Galilée affirme (en argumentant notamment au sujet du mouvement des navires) que les lois de la physique sont les mêmes dans des référentiels en translation rectiligne et uniforme les uns par rapport aux autres. C'est le principe de relativité galiléenne.
Il utilise aussi l'additivité des vitesses, dont une conséquence est que n'importe quelle vitesse peut être atteinte, le tout n'étant qu'une question de moyens. Si une balle roule à 10 km/h dans un train (et dans le sens de la marche) qui va lui-même à 100 km/h par rapport au sol, alors la balle va à 110 km/h par rapport au sol.
Dans sa mécanique, Isaac Newton présuppose que les corps sont dotés d'une vitesse absolue, autrement dit qu'ils sont soit « réellement » au repos, soit « réellement » en mouvement. Il remarque aussi que ces vitesses absolues sont non mesurables autrement que relativement aux vitesses des autres corps (de la même manière, la position d'un corps n'est mesurable que relativement à celle d'un autre corps, etc.). En conséquence, toutes les lois de la mécanique newtonienne doivent opérer à l'identique quel que soit le corps considéré et quel que soit son mouvement.
Cependant, Newton pense que sa théorie ne peut avoir de sens sans l'existence d'un référentiel fixe absolu dans lequel la vitesse de tout corps pourrait être mesurée, même si celui-ci ne peut être détecté.
En fait, il est possible en pratique de bâtir une mécanique newtonienne sans cette hypothèse : la théorie résultante (nommée d'ailleurs « relativité galiléenne ») n'a d'ailleurs pas d'intérêt opérationnel particulier et ne doit pas être confondue avec la relativité d'Einstein qui implique en plus la constance de la vitesse de la lumière dans tous les référentiels et en moins l'hypothèse galiléenne que les vitesses relatives s'additionnent (ces deux postulats sont en effet incompatibles).
Au XIXe siècle, le physicien écossais James Clerk Maxwell formule un ensemble d'équations, les équations du champ électromagnétique, qui conduit à prédire la propagation d'ondes électromagnétiques de vitesse {\displaystyle c={\frac {1}{\sqrt {\varepsilon _{0}\mu _{0}}}}} dans un milieu électrostatique de constante {\displaystyle \varepsilon _{0}} et magnétostatique de constante {\displaystyle \mu _{0}}. Cette vitesse phénoménalement élevée, même dans un milieu raréfié comme l'air, a la même valeur que la vitesse de propagation de la lumière. Il propose que la lumière ne soit rien d'autre qu'une onde électromagnétique.
Les théories corpusculaires de la lumière semblent compatibles avec le principe de relativité de Galilée ainsi que la théorie de Maxwell qui penche en faveur de l'existence d'un éther luminifère envisagé par Huygens. Mesurer la vitesse du système solaire par rapport à ce milieu élastique est l'objet des expériences d'interférométrie menées par Michelson et Morley. Leurs expériences démontrent que le vent apparent d'éther est nul, quelle que soit la période de l'année. Supposer que l'éther est constamment accroché à la Terre serait une remise en cause trop grave du principe de relativité de Galilée. D'autre part, l'éther présente l'inconvénient d'être à la fois impalpable et très rigide puisque capable de propager les ondes à une vitesse phénoménale.
Il faut attendre Albert Einstein en 1905 pour remettre en cause radicalement la notion d'éther, porter au plus haut le principe de relativité de Galilée en postulant que les équations de Maxwell obéissent elles-mêmes à ce principe, et en tirer les conséquences révolutionnaires dans un article resté célèbre : De l'électrodynamique des corps en mouvement.
C'est la naissance de la relativité restreinte :
- le principe de relativité de Galilée est conservé ;
- l'invariance des équations de Maxwell (par changement de référentiel inertiel) entraîne immédiatement la constance de la vitesse de la lumière {\displaystyle c} dans tous les référentiels galiléens : l'additivité des vitesses n'est plus vraie et la vitesse de la lumière est inatteignable (sauf pour la lumière, qu'elle soit considérée comme une onde ou comme constituée de photons, particules de masse nulle) ;
- les mesures de longueur, d'intervalle de temps et de vitesse ne sont pas les mêmes suivant le référentiel de l'observateur : mesurer la longueur par exemple d'un wagon se déplaçant à une vitesse relativiste (c'est-à-dire proche de celle de la lumière) donne des résultats différents suivant que l'on est dedans ou que l'on est immobile au sol (mais ce n'est pas le cas pour la largeur du wagon, longueur perpendiculaire à la vitesse) ; de même pour la mesure du temps ; le champ électrique devient magnétique et réciproquement. Toutes ces transformations des systèmes de coordonnées du continuum espace-temps et du champ électromagnétique sont formalisées par les transformations de Lorentz (paradoxalement mises au point par Lorentz et Henri Poincaré pour défendre l'existence de l'éther[réf. nécessaire]) ;
- la notion de temps absolu disparaît : deux horloges identiques situées dans deux référentiels galiléens différents ne battent pas au même rythme (plus précisément, il n'est pas possible de les garder synchronisées).

En écrivant l'expression de l'énergie cinétique d'un corps de masse {\displaystyle m} de la manière la plus simple respectant le principe de relativité, Einstein a fait apparaître une énergie au repos : E(0) = m(0).c2, qui sera mesurée par la suite dans les phénomènes de fusion et de fission nucléaires  (mais qui se manifeste aussi dans les réactions chimiques ainsi que dans tout échange énergétique, même si ce n'est pas encore directement détectable).

### De la relativité restreinte à la relativité générale
La théorie de la relativité restreinte (1905) modifiait les équations utilisées pour comparer les mesures de longueur et de durée faites dans différents référentiels en mouvement les uns par rapport aux autres. Cela eut pour conséquence que la physique ne pouvait plus traiter le temps et l'espace séparément, mais seulement comme un espace à quatre dimensions, appelé l'espace-temps de Minkowski.
En effet, lors de mouvements à des vitesses non négligeables devant {\displaystyle c} (vitesse de la lumière dans le vide), temps et espace s'altèrent de façon liée, un peu comme deux coordonnées d'un point en géométrie analytique s'altèrent de façon liée lorsqu'on pivote les axes du repère.

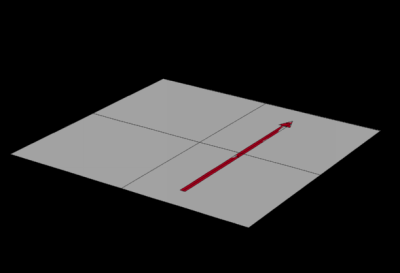
Espace plat.

Par exemple, en géométrie euclidienne habituelle, la distance {\displaystyle \ \Delta l} entre deux points de coordonnées {\displaystyle \ (x,y,z)} et {\displaystyle \ (x',y',z')} vérifie {\displaystyle \ (\Delta l)^{2}=(\Delta x)^{2}+(\Delta y)^{2}+(\Delta z)^{2}} (avec {\displaystyle \ \Delta x=x'-x}, etc.), mais dans l'espace de Minkowski deux points sont repérés par les coordonnées {\displaystyle \ (t,x,y,z)} et {\displaystyle \ (t',x',y',z')}, où {\displaystyle \ t} et {\displaystyle \ t'} sont les coordonnées de temps, et la « distance », alors notée {\displaystyle \ \Delta s}, entre ces points vérifie: {\displaystyle \ (\Delta s)^{2}=-(c.\Delta t)^{2}+(\Delta x)^{2}+(\Delta y)^{2}+(\Delta z)^{2}}. Ce calcul donne une « distance » nulle entre deux points du parcours d'un rayon lumineux. Il donne aussi toutes les mesures de longueurs matérielles, des intervalles de temps, des vitesses en relativité restreinte, qui suscitent toujours l'étonnement.
L'espace-temps de Minkowski étant néanmoins de courbure nulle (c'est-à-dire plat), on le qualifie d'espace pseudo-euclidien.
Tel devait être, pour Einstein, l'espace sans gravitation (et sans accélération pour l'observateur). La gravitation newtonienne, se propageant instantanément, n'est pas compatible avec l'existence d'une vitesse limite : Einstein se mit donc en quête d'une nouvelle théorie de la gravitation.
Il admit l'égalité entre la masse gravitationnelle et la masse inertielle comme hypothèse, la formule {\displaystyle E=mc^{2}} autorisant alors à utiliser l'énergie totale d'un corps au repos en lieu et place de sa masse. Ce sera fait grâce à l'outil mathématique nommé « tenseur énergie ».
Expert en expériences de pensée, il imagina un disque en rotation. Depuis Huygens, on sait que cela implique qu'il y a une force centrifuge au niveau du périmètre, perçue comme une force gravitationnelle (car la masse gravifique et la masse inerte sont égales par hypothèse). De plus, en voulant rester dans le cadre de la relativité restreinte, il conclut qu'un observateur sur le périmètre et solidaire avec le disque constate une augmentation du périmètre du disque mais pas de son rayon (contraction de la mesure parallèle au mouvement, mais pas de celle qui est perpendiculaire), : ce n'est pas possible dans un espace plat. De ce fait, la gravitation oblige à utiliser une géométrie non euclidienne.
Einstein imagina un expérimentateur enfermé dans un ascenseur aux parois opaques, subissant une montée à accélération constante : l'ascenseur d'Einstein dans lequel il est impossible pour une personne de savoir s'il y a accélération constante ou bien attraction gravitationnelle constante (car la masse gravifique et la masse inerte sont égales par hypothèse). Il en conclut qu'il y a une équivalence locale entre le mouvement accéléré et la gravitation, ce qui devait se retrouver dans les équations différentielles de la nouvelle théorie. C'est son principe d'équivalence.
Enfin, Einstein voulait trouver une expression des lois de la nature (à l'époque : dynamique, gravitation et électromagnétisme) qui soit inchangée quel que soit le référentiel (accéléré ou galiléen, etc.) : c'est la relativité galiléenne généralisée à tous les repères (nommée « covariance »).
La grande difficulté étant de mettre ces principes sous forme mathématique, il en discuta avec David Hilbert qui, d'abord dubitatif, faillit lui ravir la vedette en trouvant la théorie en même temps que lui.

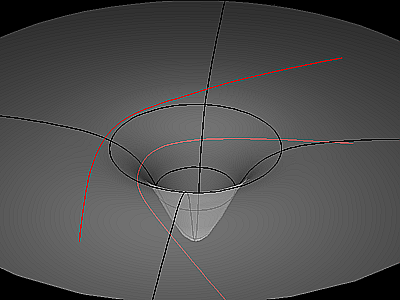
Géodésiques d'un espace bidimensionnel courbe.

La relativité générale ajouta à la relativité restreinte que la présence de matière pouvait déformer localement l'espace-temps lui-même (et non pas seulement les trajectoires), de telle manière que des trajectoires dites géodésiques — c'est-à-dire intuitivement de longueur minimale — à travers l'espace-temps ont des propriétés de courbure dans l'espace et le temps. Le calcul de la « distance » dans cet espace-temps courbe est plus compliqué qu'en relativité restreinte ; en fait, la formule de la « distance » est créée par la formule de la courbure, et vice-versa.
Les géodésiques sont les trajectoires vérifiant le principe de moindre action, suivies par les particules test (c'est-à-dire dont l'influence sur le champ de gravitation dans lequel elles se déplacent est négligeable, ce qui est le cas par exemple d'un satellite artificiel autour de la Terre ou bien d'un photon passant à côté du Soleil mais pas d'une étoile orbitant autour d'une autre dans un système binaire oscillant rapidement) ; elles ont donc une importance pratique majeure pour la compréhension intuitive d'un espace courbe.

### Conséquences théoriques et observations

#### Phénomènes divers
- Einstein calcula immédiatement (1915) la déviation des positions apparentes des étoiles par le Soleil : les mesures furent faites par Arthur Eddington lors de l'éclipse solaire du 29 mai 1919, et malgré quelques imprécisions de mesure, cela constitua une première confirmation de la théorie.
- Cette théorie prévoit une rotation lente de l'ellipse de révolution de Mercure qui concorde parfaitement avec les observations.
- La gravitation doit ralentir le temps mesuré à distance, donc modifier les fréquences et les longueurs d'onde des rayonnements reçus et émis à distance : par exemple, l'expérience de Pound et Rebka à l'université Harvard (1959) a permis de détecter un changement de la longueur d'onde d'une source monochromatique de cobalt provoqué par le champ gravitationnel terrestre sur une altitude de 22,5 mètres. Une des conséquences pratiques est que les horloges atomiques en orbite autour de la Terre du système de positionnement GPS (Global Positioning System) nécessitent une correction pour compenser l'effet dû à la gravité terrestre.
- Le temps propre (mesuré ou constaté dans un autre référentiel) s'écoule d'autant plus lentement que le champ gravitationnel est intense. Les horloges atomiques sont devenues tellement précises qu'on se prépare à utiliser leur retard comme altimètre (en comparant le temps propre à celui d'un autre référentiel, transmis par fibre optique)[8].

#### Lentille gravitationnelle

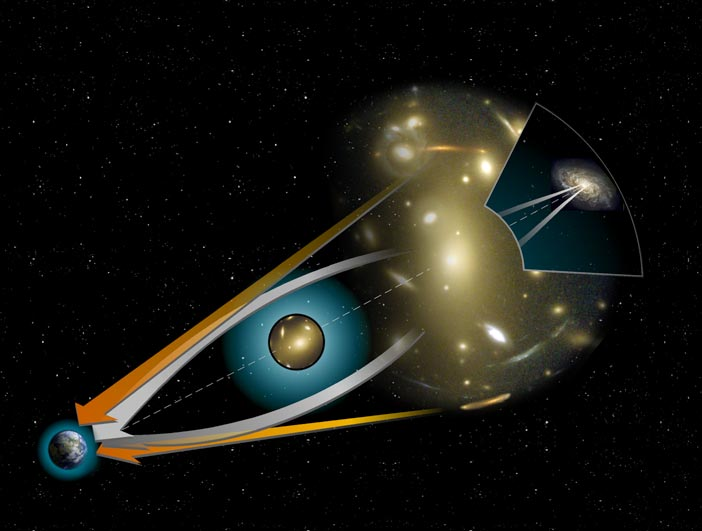
Lentille gravitationnelle.

La lumière suit les géodésiques (des lignes d'espace-temps) qui sont déformées aux abords d'un corps massif par effet de la gravitation. Par conséquent, et contrairement aux prévisions newtoniennes, la trajectoire de la lumière peut être fortement infléchie en présence d'un corps massif (par exemple une planète particulièrement massive). Deux rayons issus d'un même corps présent d'un côté d'un astre massif, et dirigés dans des directions différentes, peuvent se rejoindre du côté opposé de l'astre et créer une image dédoublée, une sorte de mirage d'origine gravitationnelle.
De tels phénomènes sont observés depuis de nombreuses années et pourraient servir à la détection de la matière noire présente dans l'univers.

#### Trou noir

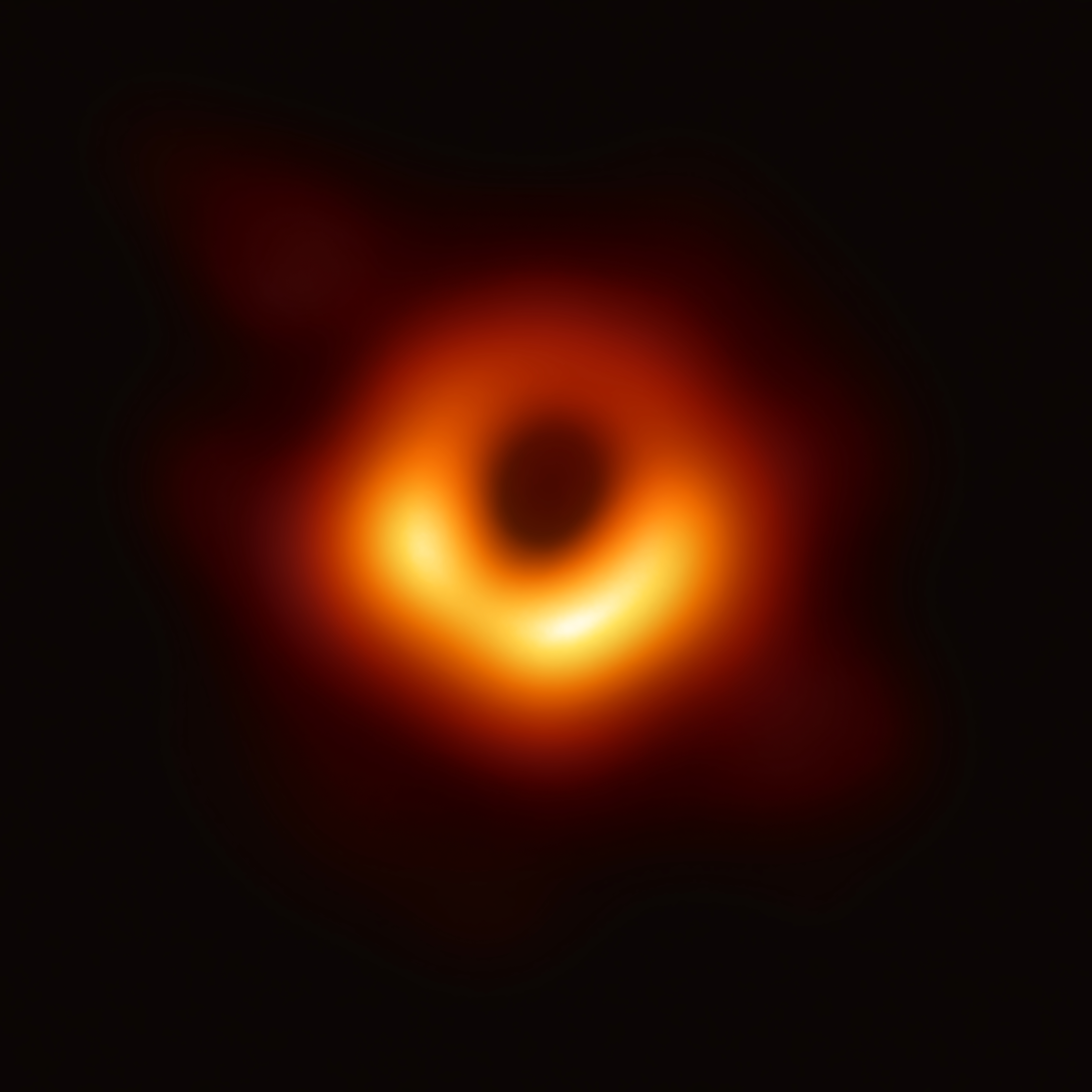
Le disque d'accrétion du trou noir M87* imagé par l'en. Le trou noir lui-même est invisible, au centre de la zone noire centrale.

À la suite de la découverte de la métrique de Schwarzschild (1916), il est apparu dans les équations que pour toute masse sphérique, il existe une distance au centre (le rayon de Schwarzschild) où des phénomènes particuliers se manifestent, si la masse est de rayon inférieur : pour un observateur un peu éloigné, les corps s'approchant de ce rayon semblent s'immobiliser, ses horloges s'arrêter et ceci pour l'éternité ; de plus, mis à part les phénomènes gravitationnels, nulle information ne semble pouvoir venir de cette masse centrale, pas même la lumière, et la masse centrale elle-même n'est décelable que par ses effets gravitationnels.
Toutefois, ce rayon de Schwarzschild n'apparut d'abord que comme une possible singularité topologique de l'espace-temps, une absurdité qui marquait une limite de la théorie, ce qui ne satisfaisait pas Einstein. Entre 1938 (Georges Lemaître) et 1939 (Robert Oppenheimer) est émise l'hypothèse que c'était un phénomène réaliste, nommé collapse gravitationnel. Dans les années 1960, la nature de ce phénomène a été précisée : il a été compris que le rayon de Schwarzschild n'est pas une singularité de l'espace-temps, mais seulement une singularité de la métrique utilisée due à la courbure de l'espace alors que la métrique est construite comme si l'espace était plat. Les phénomènes décrits par la métrique de Schwarzschild restent valables pour l'observateur éloigné ; la métrique de Kruskal-Szekeres (1960) a permis de comprendre comment se fait le passage du rayon de Schwarzschild pour le voyageur.
Depuis, différents types de trous noirs ont été mis en évidence (avec ou sans charge ou moment cinétique), leur dynamique a été étudiée en détail, l'hypothèse de leur évaporation a été précisément formulée, et la notion, très hypothétique, de trou de ver a été avancée. L'observation et la détection des trous noirs est toujours l'objet de travaux intenses, mais de nombreux trous noirs (stellaires, intermédiaires et supermassifs) ont été détectés au-delà de tout doute raisonnable. En 2019 est publiée la première image d'un véritable trou noir.

#### Ondes gravitationnelles

##### Recherche
La détection des ondes gravitationnelles, émises par des masses (importantes) en mouvement accéléré, est l'objet d'intenses recherches internationales ; cependant, la petitesse des énergies mises en jeu les rend difficilement perceptibles. Les premières détections furent indirectes : en 1974, une perte d'énergie a été observée dans un pulsar binaire (PSR 1913+16) et a été interprétée comme due à l'émission d'ondes gravitationnelles ; par la suite, de nombreuses observations plus précises n'ont fait que confirmer le modèle théorique ; on trouvera un exposé plus détaillé de ces observations dans la section correspondante de l'article Pulsar binaire.
Le 14 septembre 2015, les chercheurs du LIGO ont détecté des ondes gravitationnelles de l'événement GW150914 : la coalescence de deux trous noirs. Ce fut annoncé le 11 février 2016 lors d'une conférence de la National Science Foundation à Washington. Le résultat est publié le jour même dans la revue Physical Review Letters. Ce serait aussi « la première preuve directe de l’existence des trous noirs », affirme Thibault Damour, physicien théoricien français.
La physique quantique permet d'émettre l'hypothèse qu'à cette onde est associée une particule responsable de l'interaction gravitationnelle : le graviton, de masse nulle car se déplaçant à la vitesse de la lumière dans le vide.

##### Détails mathématiques
En considérant un champ de gravitation faible, la métrique {\displaystyle \ g_{ij}} s'écarte peu de la métrique {\displaystyle \ \eta _{ij}} de l'espace de Minkowski : {\displaystyle \ g_{ij}=\eta _{ij}+h_{ij}}.
Avec la condition de petitesse de {\displaystyle \ h_{ij}} et en ajoutant une condition de jauge, le tenseur de Ricci peut prendre la forme simple {\displaystyle \ R_{ij}={\frac {1}{2}}\square h_{ij}}, où {\displaystyle \ \square } est le d'alembertien.
Dans le vide, l'équation d'Einstein s'écrit {\displaystyle \ \square h_{ij}=0}, ce qui est une équation d'onde. La gravitation peut donc, dans ces conditions, être considérée comme une onde.
On peut de même considérer la gravitation comme une perturbation ondulatoire par rapport à une métrique quelconque non perturbée, c'est-à-dire dans un espace-temps courbe et stationnaire, et on peut aussi considérer des ondes gravitationnelles de forte intensité, et étudier le rayonnement énergétique de ces ondes (en utilisant le tenseur énergie-impulsion).

#### Modèles d'Univers
L'hypothèse de l'homogénéité et l'isotropie, qui constitue le principe cosmologique et qui est en accord avec les observations sur une grande échelle, implique que l'on peut choisir un temps universel tel que la métrique de l'espace soit la même à tout instant, pour tous les points et dans toutes les directions, ce qui est compatible avec la théorie du Big Bang qui prévaut actuellement.
À partir des équations d'Einstein, plusieurs modèles d'Univers sont possibles. En 1915, Einstein concevait l'Univers comme stationnaire, ce que les observations cosmologiques ont contredit. Plus tard Alexandre Friedmann et Georges Lemaître ont proposé des modèles non stationnaires. En effet, la métrique de Friedmann-Lemaître-Robertson-Walker montre que trois modèles homogènes et isotropes de l'Univers sont possibles suivant la valeur d'un paramètre dans la métrique : espace plat (en moyenne), à courbure positive (univers dit fermé : de volume fini), ou à courbure négative (univers dit ouvert : de volume infini).
D'autres modèles cosmologiques, plus exotiques, sont compatibles avec les équations de la relativité générale, tels que : l'univers de de Sitter correspondant en physique à un univers homogène, isotrope, vide de matière et ayant une constante cosmologique positive ; l'univers mixmaster qui est un univers vide de matière, homogène mais anisotrope, dont le taux d'expansion diffère dans les trois directions d'espace ; l'univers de Gödel qui ne respecte pas le principe de causalité.

#### Test spatial du principe d'équivalence
Le micro-satellite Microscope, de 300 kg, lancé en avril 2016, porte deux masses en platine et titane qui ont accompli l'équivalent d'une chute de 85 millions de km. La mission, prévue jusqu'à fin 2018, confirme en novembre 2017 la validité du principe d'équivalence.

#### Comportements d'objets denses en chute libre
En 2018, à la suite de l'observation de la trajectoire d'un pulsar et d'une naine blanche, de densités très différentes, en orbite autour d'une troisième naine blanche à 4 200 années-lumière de la Terre, la différence relative entre les accélérations subies par les deux corps a été mesurée inférieure à {\displaystyle 2,6\cdot 10^{-6}}, ce qui est en accord avec la relativité générale qui prédit, comme les théories antérieures, que l'accélération subie par un objet ne dépend pas de sa densité.

## Résumé de la théorie
Le mouvement d'une masse d'épreuve (très petite) soumise uniquement à la gravitation des masses environnantes est en fait un mouvement inertiel dans un espace-temps courbé par ces masses (la courbure observée dépend aussi du référentiel de l'observateur). La ligne d'univers tracée dans cet espace-temps courbe est une géodésique pour une métrique obéissant aux équations non linéaires d'Einstein qui relient la courbure de l'espace-temps (vu depuis le référentiel choisi) et la présence de masses.

### Référentiels et synchronisation des horloges
L'idée centrale de la relativité est que l'on ne peut pas parler de quantités telles que la vitesse ou l'accélération sans avoir auparavant choisi un cadre de référence, un référentiel. Tout mouvement, tout événement est alors décrit relativement à ce référentiel de l'observateur.
La relativité restreinte postule que ce référentiel doit être inertiel et peut être étendu indéfiniment dans l'espace et dans le temps.
Dans le but de ne privilégier aucun type de référentiels en particulier dans l'écriture des lois de la nature (principe de covariance générale), la relativité générale traite en plus les référentiels non inertiels, c'est-à-dire dans lesquels un corps libre de toute contrainte ne suit pas un mouvement rectiligne et uniforme. Dès lors, tout système de coordonnées est a priori admissible et, généralement, ses limites se révèlent à l'usage.
En physique classique, un exemple de référentiel non inertiel est celui d'un véhicule dans lequel on est placé et qui suit un virage : la force centrifuge que l'on ressent contrarie le mouvement inertiel des corps par rapport au véhicule. Un autre exemple est le référentiel lié à la terre, qui du fait de la rotation terrestre voit se manifester la force de Coriolis bien mise en valeur par le pendule de Foucault. Une force centrifuge est dite fictive car elle n'est qu'une manifestation de l'inertie (premier principe de Newton), et non pas due à l'application d'une force.
En relativité générale, il est admis que l'on ne peut définir un référentiel que localement et sur une période finie. Cette limitation est une nécessité car elle s'impose dans plusieurs cas :
- cas le plus simple : un référentiel cartésien de l'espace en trois dimensions tournant sur lui-même autour d'un axe. L'utilisation de la relativité restreinte impose une contraction du périmètre du cercle de rotation qui aboutit à un périmètre nul à une certaine distance de l'axe de rotation. À cette distance, ce référentiel n'est plus utilisable ;
- l'espace s'avérant courbe, en relativité générale, l'utilisation d'un référentiel droit (utilisé pour un espace euclidien ou pseudo-euclidien, comme l'espace de Minkowski) revient à projeter cet espace sur un espace euclidien, ce qui ne peut être que localement et provisoirement possible, de la même manière qu'à cause de la courbure de la surface terrestre, on ne peut dessiner une carte plate sans distorsion que sur une région limitée. Un exemple célèbre est la métrique de Schwarzschild qui correspond à un référentiel sphérique pseudo-euclidien à quatre dimensions (applicable sans limitation à l'espace de Minkowski), et qui n'est plus valable à l'approche du rayon de Schwarzschild ;
- la synchronisation des horloges se heurte à d'insurmontables difficultés : dans de nombreux cas il n'est pas possible de synchroniser parfaitement les horloges se trouvant sur un circuit fermé, ni même sur d'autres types d'axes de coordonnées car les propriétés de l'espace évoluant avec le système observé, des horloges initialement synchronisées se désynchronisent. On peut toutefois réussir cette synchronisation en plaçant l'observateur dans un référentiel synchrone (c'est-à-dire en chute libre dans le champ de gravitation) où sont choisis comme axes des géodésiques de l'espace-temps, évoluant au cours du temps de ce référentiel[15].

### Principe d'équivalence

Version moderne de l'ascenseur d'Einstein : dans l'espace vide, une fusée subit une accélération constante.
La chute d'un objet vue par un observateur extérieur (à gauche), et vue par l'hôte de la fusée (à droite).

Parce qu'il n'a jamais été possible de mettre en évidence le moindre écart entre la masse d'inertie (résistance d'un corps à l'accélération) et la masse pesante (qui détermine son poids dans un champ de gravité), le principe d'équivalence en relativité générale postule qu'un mouvement de chute libre dans un champ gravitationnel constant n'a pas à être distingué localement d'un mouvement uniformément accéléré en l'absence de champ gravitationnel : la gravitation est (localement) équivalente au choix d'un référentiel accéléré pour l'observateur (accélération constante ou variable) par rapport à un référentiel inertiel ; elle n'est donc localement qu'un effet relativiste.
Ce résultat n'est que local, c'est-à-dire valable pour un espace restreint, « petit ». Dans un volume plus important et avec des accéléromètres sensibles, on distinguera au contraire très bien un champ de gravité (forces concourantes), une simple accélération (forces parallèles) et un effet centrifuge (forces divergentes). Mais dans un volume quasi-ponctuel, aucune mesure ne peut faire la distinction.
Cette équivalence est utilisée dans le cadre de l'entraînement des astronautes : ceux-ci montent dans des avions effectuant un vol parabolique, simulant ainsi un peu plus d'une quinzaine de secondes la « chute libre » d'un corps satellisé (mais pour ce dernier, la chute libre peut durer indéfiniment, puisque sa trajectoire est une boucle).

#### Existence d'un référentiel inertiel en chaque point
En chaque point de l'espace-temps il existe un référentiel localement inertiel : un référentiel en chute libre (dans le champ de gravitation, s'il y en a un) dans lequel tous les corps chutent simultanément au référentiel, si bien qu'ils ne paraissent subir aucune gravitation par rapport à ce référentiel. Par hypothèse, un tel référentiel décrit un espace de Minkowski, localement. Ainsi le choix d'un référentiel fait-il disparaître, localement, les effets de la gravitation, ou bien il en crée ; mais ces effets ne sont que locaux.

#### Détermination de la gravitation par la métrique
En chaque point de l'espace-temps, la gravitation peut être décrite comme le choix pour l'observateur d'un référentiel non inertiel dans un espace plan. La métrique dans ce référentiel est la métrique dans un référentiel inertiel au même point mais exprimée avec les coordonnées du référentiel non inertiel (ce qui peut donner des formules laborieuses). Les coefficients {\displaystyle g^{ij}} de cette expression quantifient la différence entre une métrique de référentiel inertiel et le référentiel de l'observateur : elles contiennent toutes les informations nécessaires pour passer d'un référentiel à l'autre. Ainsi, la gravitation ne dépend que de la métrique du référentiel de l'observateur.
Le temps propre {\displaystyle \ \tau } du référentiel inertiel (minkowskien) donne sa métrique et vérifie {\displaystyle \ c^{2}.d\tau ^{2}=dX_{i}.dX^{i}=g^{ij}.dx_{i}.dx_{j}}, où {\displaystyle (x_{i})} sont les coordonnées dans le référentiel de l'observateur et {\displaystyle \left(X_{i}\right)} les coordonnées dans un référentiel inertiel au même point. En posant {\displaystyle \ dx^{i}=g^{ij}.dx_{j}}, avec la convention d'Einstein, on peut écrire {\displaystyle \ dx^{i}.dx_{i}=c^{2}.d\tau ^{2}}.

#### Géodésiques

Dans un référentiel en chute libre (donc inertiel), deux corps libres se suivent en ligne droite, à des vitesses différentes et constantes (du fait de l'inertie). Alors dans un référentiel où une gravitation ou accélération constante est ressentie, chacun suit une géodésique différente.

Le principe d'équivalence permet d'affirmer que localement, le champ de gravitation est équivalent à un choix de référentiel, et que l'on peut annuler (toujours localement et momentanément) les effets de la gravitation en choisissant un référentiel inertiel. La géodésique suivie par un corps est particulièrement simple dans cette théorie : c'est la courbe suivie par ce corps quand il se déplace sur la ligne droite d'un tel référentiel inertiel, mais vu depuis le référentiel de l'observateur. En général, à chaque instant du mouvement, le référentiel inertiel local est à redéfinir, et donc les géodésiques aussi, là est la complexité : les géodésiques sont des solutions d'équations différentielles définies dans le référentiel de l'observateur.
Comme dans le cas d'un espace plat où le référentiel de l'observateur est en rotation autour d'un axe, par rapport à un référentiel inertiel, l'observateur perçoit comme courbés les mouvements rectilignes uniformes du référentiel inertiel.
À chaque instant, un nouveau référentiel inertiel peut être utilisé et il est rare qu'un seul accompagne le corps en mouvement dans le référentiel de l'observateur : ça ne se rencontre que pour des situations purement académiques. Même dans un tel cas, si deux mobiles suivent la même ligne droite dans un référentiel inertiel, ils ne sembleront pas pour autant se suivre dans un référentiel non inertiel : si le référentiel de l'observateur n'est pas inertiel, deux corps ayant des vitesses initiales différentes se déplacent sur des géodésiques différentes.

#### Dérivée covariante
La dérivée covariante étant la dérivée le long des géodésiques, considérées comme des tangentes à la trajectoire, on comprend qu'ici elle soit indépendante du référentiel de l'observateur, et que ses calculs soient un peu laborieux car ils incluent un changement de référentiel pour passer de celui de l'observateur à un référentiel inertiel, différent à chaque instant car un référentiel n'est que localement et provisoirement inertiel. La dérivée covariante d'un quadri-vecteur est la dérivée le long de la géodésique qui relie deux positions successives (et infiniment proches) de ce vecteur.
La dérivée covariante d'un quadri-vecteur dans le référentiel quelconque est notée {\displaystyle {\frac {\nabla u^{i}}{d\tau }}}, où {\displaystyle \tau } est le temps propre lié au quadri-vecteur. Le principe de correspondance consiste alors à considérer que là où il y a une égalité du type {\displaystyle m.{\frac {d{\vec {V}}}{dt}}=\dots }, en physique classique, ou {\displaystyle m.{\frac {dV^{i}}{d\tau }}=\dots } en relativité restreinte, on peut écrire {\displaystyle m.{\frac {\nabla v^{i}}{d\tau }}=\dots } en relativité générale, à condition que le membre de droite de l'égalité ait aussi son équivalent dans cette théorie. Cela est rendu possible parce que, finalement, il s'agit de la même chose exprimée de manières différentes : des dérivations le long d'axes rectilignes de référentiels inertiels.
Dans le cas où, par rapport au référentiel inertiel, le quadri-vecteur est constant au cours du temps propre {\displaystyle \ \tau } (mouvement inertiel), on a {\displaystyle {\frac {\nabla u^{i}}{d\tau }}=0}.

#### Dynamique
Supposons que dans un référentiel quelconque soit exercée une force relativiste, sous la forme d'un quadri-vecteur {\displaystyle \ \left(f^{i}\right)_{i=0;1;2;3}}, sur le corps observé. Par changement de référentiel, on peut considérer cette force dans un référentiel d'inertie local par un quadri-vecteur {\displaystyle \ \left(F^{i}\right)_{i=0;1;2;3}}.
Du principe fondamental de la dynamique, {\displaystyle m.{\frac {d{\vec {V}}}{dt}}={\vec {F}}}, en physique classique, on tire par le principe de correspondance {\displaystyle m.{\frac {dV^{i}}{d\tau }}=F^{i}} en relativité restreinte, puis enfin {\displaystyle m.{\frac {\nabla v^{i}}{d\tau }}=f^{i}}, équation de la dynamique relativiste en présence d'un champ de gravitation.

### Équation d'Einstein
L'équation d'Einstein est l'expression mathématique de la Relativité Générale et plus généralement de toute la physique de la gravitation. Il s'agit d'une formule fondamentale, qui ne peut être dérivée d'une théorie sous-jacente.
Sa forme générale signifie :
Cette équation exprime et concentre les idées principales d'Einstein gouvernant la relativité générale : le principe d'équivalence amène à affirmer que la gravitation n'est pas une véritable force. S'il n'existe aucune force pour dévier ou accélérer la trajectoire des objets, c'est que c'est l'espace-temps lui-même qui est déformé et la théorie de la gravitation doit se manifester sous forme d'une courbure de l'espace-temps. Les objets suivent des géodésiques, qui peuvent être considérées comme l'équivalent des lignes droites pour cet espace-temps courbé. L'utilisation du formalisme des tenseurs rend l'expression de cette loi indépendante des référentiels et est donc conforme au principe de relativité.
Cette équation est locale : elle indique la manière avec laquelle l'espace-temps se courbe en un point de l'espace-temps en fonction de la densité de matière qui s'y trouve et, réciproquement, la disposition ou l'évolution de la matière en un point en fonction de la courbure à ce point. L'espace-temps agit sur la matière, qui elle-même agit sur l'espace-temps. Cette rétroaction se traduit par une non-linéarité des équations d'Einstein, qui sont de ce fait extrêmement difficiles à résoudre de manière exacte. Le caractère local de l'équation a pour conséquence que selon la relativité générale, il n'existe pas d'action instantanée à distance : la matière courbe localement l'espace-temps, ce qui perturbe l'espace-temps un peu plus loin et ainsi de suite. Les perturbations gravitationnelles se propagent ainsi à la vitesse de la lumière.
Cette équation se traduit par un ensemble complexe d'équations différentielles d'un tenseur métrique {\displaystyle g_{ij}}. Néanmoins l'expression de cette équation reste concise et élégante, et est considérée par beaucoup de physiciens comme étant une des formules les plus importantes et les plus belles de la physique.
Ses solutions, qui sont des métriques de l'espace-temps, permettent de définir des modèles cosmologiques formalisant l'évolution à grande échelle de l'univers, de modéliser les propriétés d'objets astronomiques comme les trous noirs, ou de prédire l'existence d'ondes gravitationnelles. Elle incorpore la loi universelle de la gravitation de Newton comme approximation dans le cas de champ gravitationnel faible.
Plus précisément, l'équation d'Einstein s'exprime sous la forme globale suivante :
avec {\displaystyle G_{ij}} qui est le tenseur d'Einstein qui représente la courbure de l'espace-temps en un point, et {\displaystyle T_{ij}} qui est le tenseur énergie-impulsion représentant la contribution de toute la matière (et énergie) à la densité d'énergie en ce point du champ gravitationnel. Mais ce tenseur ne tient pas compte de l'énergie éventuellement présente dans le champ gravitationnel lui-même.
{\displaystyle \chi } est un simple facteur dimensionnel, permettant d'exprimer l'équation dans les unités usuelles et de faire correspondre l'équation à la réalité physique et à la valeur observée de la constante gravitationnelle.
La manière la plus naturelle de représenter la courbure par un tenseur serait d'utiliser un tenseur de Riemann, qui est la façon la plus courante d'exprimer la courbure des variétés riemanniennes, l'espace-temps étant parfaitement représenté par une variété pseudo-riemannienne. Mais ce tenseur est d'ordre 4 (à 4 indices), alors que le tenseur énergie-impulsion est d'ordre 2 : 2 indices sont en effet suffisants pour décrire toutes les propriétés dynamiques de l'énergie et la matière, et construire un tenseur énergie-impulsion d'ordre 4 n'aurait aucun sens physique.
Il est donc nécessaire de construire un tenseur spécial représentant la courbure, ayant un sens physique et qui puisse être identifié au tenseur énergie-impulsion. C'est tout le travail qu'effectue Einstein entre 1913 et 1915, pour aboutir au tenseur d'Einstein, et à la formulation exacte de l'équation d'Einstein.

#### Tenseur énergie-impulsion
Le tenseur énergie-impulsion représente la contribution de toute la matière (et de tous les champs non gravitationnels) à la densité d'énergie en un point.
Le tenseur énergie-impulsion possède une dérivée covariante nulle, et une dérivée covariante étant une « dérivée le long des géodésiques », cela traduit qu'un objet suivant une géodésique conserve son énergie.
Toutefois, la dérivée covariante nulle du tenseur énergie-impulsion ne traduit pas la conservation de l'énergie-impulsion du corps en présence de gravitation, ni « la conservation de quoi que ce soit », ce qui se comprend en remarquant que dans un référentiel non inertiel un corps initialement au repos peut acquérir de la vitesse sans pour autant changer de masse, ce qui correspond à une acquisition d'énergie cinétique : la loi de conservation de l'énergie d'un corps reste valable uniquement dans les référentiels inertiels.
Ce tenseur ne prend pas en compte l'énergie éventuellement présente dans le champ gravitationnel lui-même, quand celui-ci est dynamique (présence d'ondes gravitationnelles par exemple), cette expression ne représente pas la conservation globale de l'énergie. La conservation de l'énergie en présence d'un champ gravitationnel dynamique est un sujet délicat et non encore complètement résolu en relativité générale.

#### Le tenseur d'Einstein

Le tenseur de Ricci (composantes rouges) représente l'accélération à partir de l'état de repos d'une sphère de particules entourant une masse.

Le tenseur d'Einstein est donc un tenseur qui, dans l'équation d'Einstein, représente la courbure et possède une signification physique, c'est-à-dire d'ordre 2, symétrique, possédant une dérivée covariante nulle, et qui permet de retrouver la loi de gravitation de Newton comme approximation avec des champs gravitationnels faibles et vitesses en jeu très inférieures à celle de la lumière.
Il existe un moyen de construire un tenseur d'ordre 2 à partir d'un tenseur d'ordre 4 : effectuer une contraction du tenseur selon deux indices. Une telle contraction du tenseur de Riemann donne un tenseur connu sous le nom de tenseur de Ricci, noté {\displaystyle R_{ij}}.
Pour construire une équation physique, le tenseur de Ricci possède une propriété intéressante : il permet de retrouver l'accélération à partir de l'état de repos d'une sphère de particules entourant une masse ponctuelle. En mécanique newtonienne, cette même accélération est calculée à partir de l'équation de Poisson {\displaystyle {\nabla }^{2}\Phi =4\pi G\rho }, {\displaystyle \Phi } étant le potentiel gravitationnel et {\displaystyle \rho } la densité de masse. Le tenseur de Ricci {\displaystyle R_{ij}} et le terme gauche de l'équation de Poisson possédant tous les deux des dérivées secondes de la métrique et ayant une même signification physique, il serait naturel de poser :
{\displaystyle G_{ij}=R_{ij}=4\pi GT_{ij}}
{\displaystyle T_{ij}} étant le tenseur représentant la densité de masse, et cette équation a été effectivement proposée en 1913 par Einstein. Ce tenseur est en effet d'ordre 2 et symétrique, mais il s'avère que sa dérivée covariante n'est pas nulle. En fait, en utilisant les identités de Bianchi sur le tenseur de Riemann, on trouve que c'est le tenseur {\displaystyle R_{ij}\ -\ {\frac {1}{2}}\,g_{ij}\,R} qui possède une dérivée covariante nulle. Einstein ne connaissait pas les identités de Bianchi, et trouve le tenseur d'Einstein, après deux ans d'intense efforts, aidé par le mathématicien Marcel Grossmann :
{\displaystyle R} est la courbure scalaire, qui est elle-même une contraction du tenseur de Ricci, et {\displaystyle g_{ij}} est le tenseur métrique, solution des équations d'Einstein. Si le tenseur de Riemann donne la courbure d'une variété en un point, selon un plan défini par un couple de vecteurs, le tenseur de Ricci représente la moyenne des courbures selon tous les plans contenant un vecteur donné, tandis que le tenseur d'Einstein représente la moyenne des courbures selon tous les plans orthogonaux à ce vecteur.
Il a été démontré que le tenseur d'Einstein est le seul tenseur pouvant être mathématiquement construit qui possède toutes les propriétés voulues : ordre 2, qui possède des dérivées secondes de la métrique, de dérivée covariante nulle et qui s'annule en espace plat (permettant de retrouver Newton)
David Hilbert a aussi justifié cette équation par le principe de moindre action dès 1915.

#### Expression complète de l'équation d'Einstein
Étant donné le tenseur d'Einstein, la formulation complète et exacte de l'équation d'Einstein en découle directement :
avec {\displaystyle \chi ={\frac {8\pi G}{c^{4}}}}, et (i,j) allant de 1 à 4 (pour les 4 dimensions de l'espace-temps).
Éclatée en équations différentielles, cette expression tensorielle se traduit par dix équations aux dérivées partielles non-linéaires. Sur ces dix équations, quatre dépendent du choix du référentiel, ce qui laisse six équations à résoudre pour déterminer la métrique.

##### Constante cosmologique
Il est important de noter que l'ajout d'une « constante » au tenseur d'Einstein ne change pas ses caractéristiques physiques : sa dérivée covariante reste nulle et les lois de Newton sont toujours retrouvées aux limites. L'équation du champ peut donc contenir un paramètre « supplémentaire » appelé la constante cosmologique {\displaystyle \ \Lambda } qui a été introduite à l'origine par Einstein pour qu'un univers statique (c'est-à-dire un univers qui n'est ni en expansion, ni en contraction) soit solution de son équation.
Les équations d'Einstein s'écrivent alors :
Cet effort se solda par un échec pour deux raisons : d'un point de vue théorique, l'univers statique décrit par cette théorie est instable ; et de plus les observations de l'astronome Edwin Hubble dix ans plus tard démontrèrent que l'Univers était en fait en expansion. Donc {\displaystyle \ \Lambda } fut abandonnée, mais récemment, des techniques astronomiques ont montré qu'une valeur non nulle de ce paramètre permet d'expliquer certaines observations, notamment l'énergie sombre. (C'est l'astrophysicien Jim Peebles dans les années 1980 qui va réintroduire la constante cosmologique).

##### Équation d'Einstein dans le vide. Tenseur de Weyl
Il est possible de reformuler les équations d'Einstein de manière, rigoureusement équivalente, à isoler le tenseur de Ricci :
Dans le vide où il n'existe aucune énergie ni matière, {\displaystyle T_{ij}=0}. Il devient alors apparent que l'équation d'Einstein se résume à :
quand la constante cosmologique est nulle. Un espace vide dont le tenseur de Ricci s'annule est nommé un espace « Ricci-plat ». Cela ne signifie pas que l'espace-temps est plat en l'absence de toute matière ou énergie : la courbure de l'espace est représentée par le tenseur de Riemann, pas par le tenseur de Ricci.

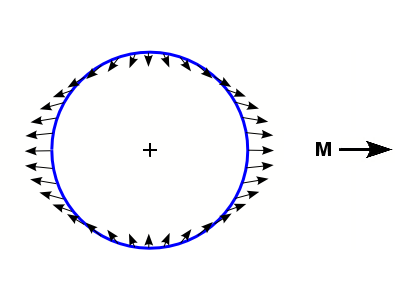
Déformation d'une sphère de particules soumise aux forces de marée, modélisée par le tenseur de Weyl.

Le fait que le tenseur de Ricci représente une courbure moyenne implique que, dans le vide (au point où est faite la mesure : absence d'énergie courbant l'espace), l'espace soit en moyenne plat (courbure moyenne nulle), mais courbé dans chaque direction, du fait que plus ou moins loin, des présences d'énergies (des masses en mouvement) courbent l'espace en le mettant sous tension, un peu comme une nappe tirée à ses coins. Par ailleurs, la forme globale de l'univers impose des courbures dans les différentes directions, bien que dans le vide la courbure moyenne reste nulle : diverses formes d'univers sont possibles, aucune n'est certaine à ce jour[Quand ?].
Si on considère le tenseur de Ricci comme la source du champ gravitationnel, le champ gravitationnel lui-même est représenté par le tenseur de Riemann, duquel on soustrait le tenseur de Ricci pour ne laisser que les degrés de liberté qui ne sont pas issus de la source elle-même. Le tenseur obtenu est le tenseur de Weyl {\displaystyle C_{ijkl}}, qui a les mêmes propriétés que le tenseur de Riemann, mais qui représente réellement le champ gravitationnel : {\displaystyle {\text{WEYL}}={\text{RIEMANN}}-{\text{RICCI}}}. C'est l'annulation de ce tenseur qui est la condition pour la platitude conforme de l'espace-temps.
Le tenseur de Weyl représente les forces de marée dues à la gravitation. Une sphère de particules soumise au tenseur de Weyl, par l'influence d'une masse en dehors de la sphère, subit une déformation qui ne change pas son volume, contrairement à l'influence du tenseur de Ricci. Les ondes gravitationnelles sont décrites, dans le vide, par le tenseur de Weyl.

#### La masse gravitationnelle active
Le tenseur densité-impulsion amène à définir le concept de masse en relativité générale de manière légèrement différente par rapport au cas des lois Newtoniennes. En reprenant l'expression de l'équation d'Einstein qui isole le tenseur de Ricci : {\displaystyle R_{ij}=\chi \left(T_{ij}+{\frac {1}{2}}g_{ij}.T\right)-g_{ij}.\Lambda }, et en identifiant celui-ci à l'accélération initiale, et à l'équation de Poisson, on trouve une masse gravitationnelle active équivalente:
au lieu de {\displaystyle \rho _{G}=\rho } dans le cas Newtonien. Les valeurs {\displaystyle P_{i}} sont les valeurs de la pression sur les trois axes spatiaux orthogonaux, et la constante gravitationnelle contribue à la masse gravitationnelle active.
Dans les conditions normales, la contribution de la pression à la masse gravitationnelle active est très faible, et la constante cosmologique négligeable. Mais la pression peut jouer un rôle considérable dans des conditions extrêmes notamment lors de l'effondrement gravitationnel d'étoiles massives, où la pression - au lieu de s'opposer à l'effondrement gravitationnel comme on pourrait s'y attendre - accroît la tendance à l'effondrement en augmentant la masse gravitationnelle active.

#### Conservation de l'énergie et énergie du champ gravitationnel

Dégénérescence orbitale de PSR B1913+16. Les points indiquent les changements observés au cours du temps du périastre de l'orbite, dus à la perte d'énergie emportée par les ondes gravitationnelles. La ligne continue représente les prédictions de la relativité générale.

Il existe des situations physiques où l'énergie peut être échangée entre des systèmes gravitationnels et non-gravitationnels. Par exemple, quand un corps massif orbite autour d'un autre corps massif, il y a émission d'ondes gravitationnelles qui emportent une certaine énergie du système. Cette perte est absolument négligeable dans les ordres de grandeurs classiques (par exemple, l'énergie dégagée par unité de temps sous forme d'ondes gravitationnelles par l'orbite de Jupiter autour du soleil correspond à 40 watts). Mais dans des circonstances où les ordres de grandeurs sont très élevés, comme pour le pulsar binaire PSR B1913+16, l'énergie emportée a des effets importants et mesurables, qui permettent d'ailleurs de valider avec succès la théorie de la relativité générale.
La théorie de la relativité générale ne donne pas une représentation immédiate et évidente de ce phénomène. Le tenseur énergie-impulsion ne donne que l'énergie d'un corps ou d'un champ non gravitationnel en un point, sans tenir compte de l'énergie du champ de gravitation en ce point. L'énergie des ondes gravitationnelles n'est donc pas représentée par ce tenseur, et sa dérivée covariante nulle ne représente pas la conservation globale de l'énergie. Pour représenter une énergie du système « corps-champ de gravitation » se conservant, Einstein a exprimé l'énergie du champ par un « pseudo-tenseur (en) » qui s'annule pour un choix de référentiel en chute libre (inertiel) au point considéré : l'énergie du champ de gravitation n'existe qu'en fonction du référentiel choisi. Ce « pseudo-tenseur », tiré du tenseur de Ricci, exprime aussi l'auto-corrélation du champ sur lui-même, ce qui explique sa formulation assez compliquée. En particulier, l'énergie émise sous forme d'ondes gravitationnelles s'exprime à l'aide de ce « pseudo-tenseur ».
Ces échanges ont aussi été étudiés et modélisés par Hermann Bondi et Rainer Sachs pour un type d'espace-temps particulier, l'espace-temps asymptotiquement plat (en), qui représente des systèmes gravitationnels considérés comme isolés du reste de l'univers, ce qui est approximativement vrai pour des systèmes comme des pulsars binaires.
Mais la compréhension de la conservation globale de l'énergie en présence d'un champ gravitationnel dynamique reste un sujet délicat et non encore complètement résolu en relativité générale.

## Applications

### Géolocalisation par satellite
La prise en compte de la relativité générale est nécessaire à la précision de la géolocalisation par satellite.

### Mesure du champ de gravité
La relativité générale permet de mesurer la gravité — et donc l'altitude — avec une horloge atomique suffisamment précise.